# Chi Ngoại mộc
Chi Ngoại mộc (danh pháp khoa học: Allophylus) hay chi Mắc cá, chi Chạc ba, là một chi thực vật có hoa trong Họ Bồ hòn (Sapindaceae), được Carl Linnaeus mô tả khoa học đầu tiên năm 1753. Chi này chứa trên 200 loài, phân bố khắp các vùng nhiệt đới châu Á, châu Phi, châu Mỹ và châu Đại Dương.

## Các loài

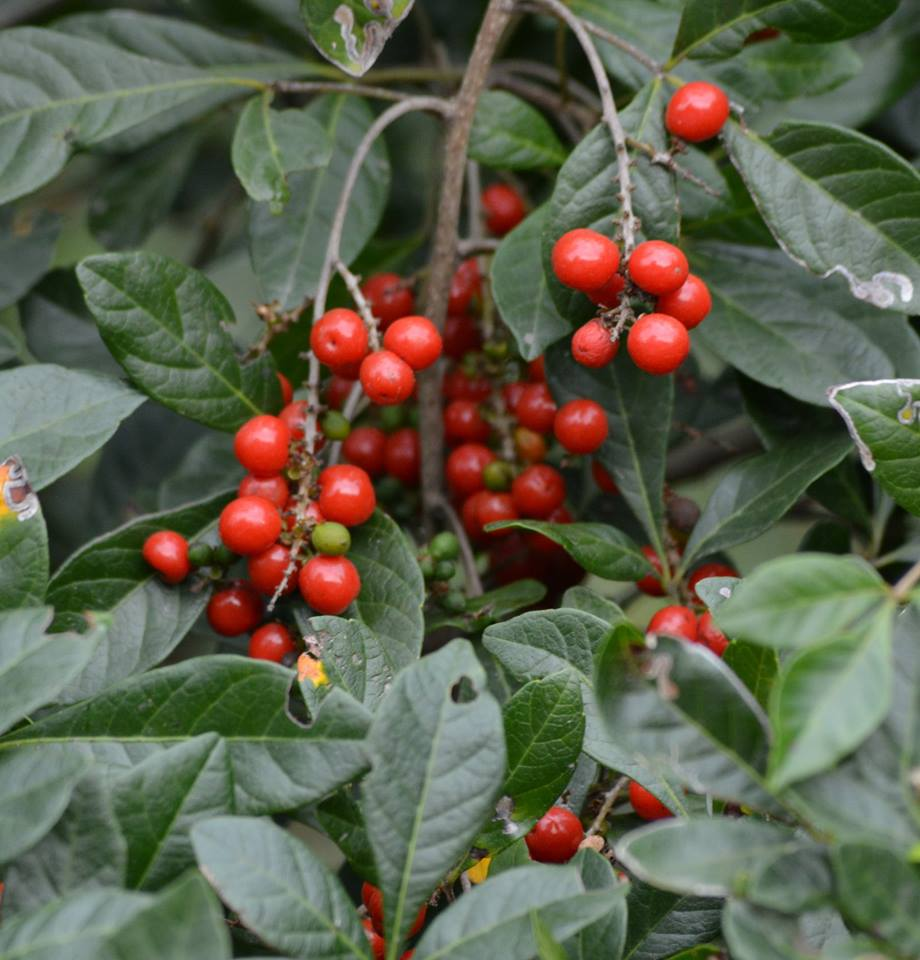
Allophylus decipiens

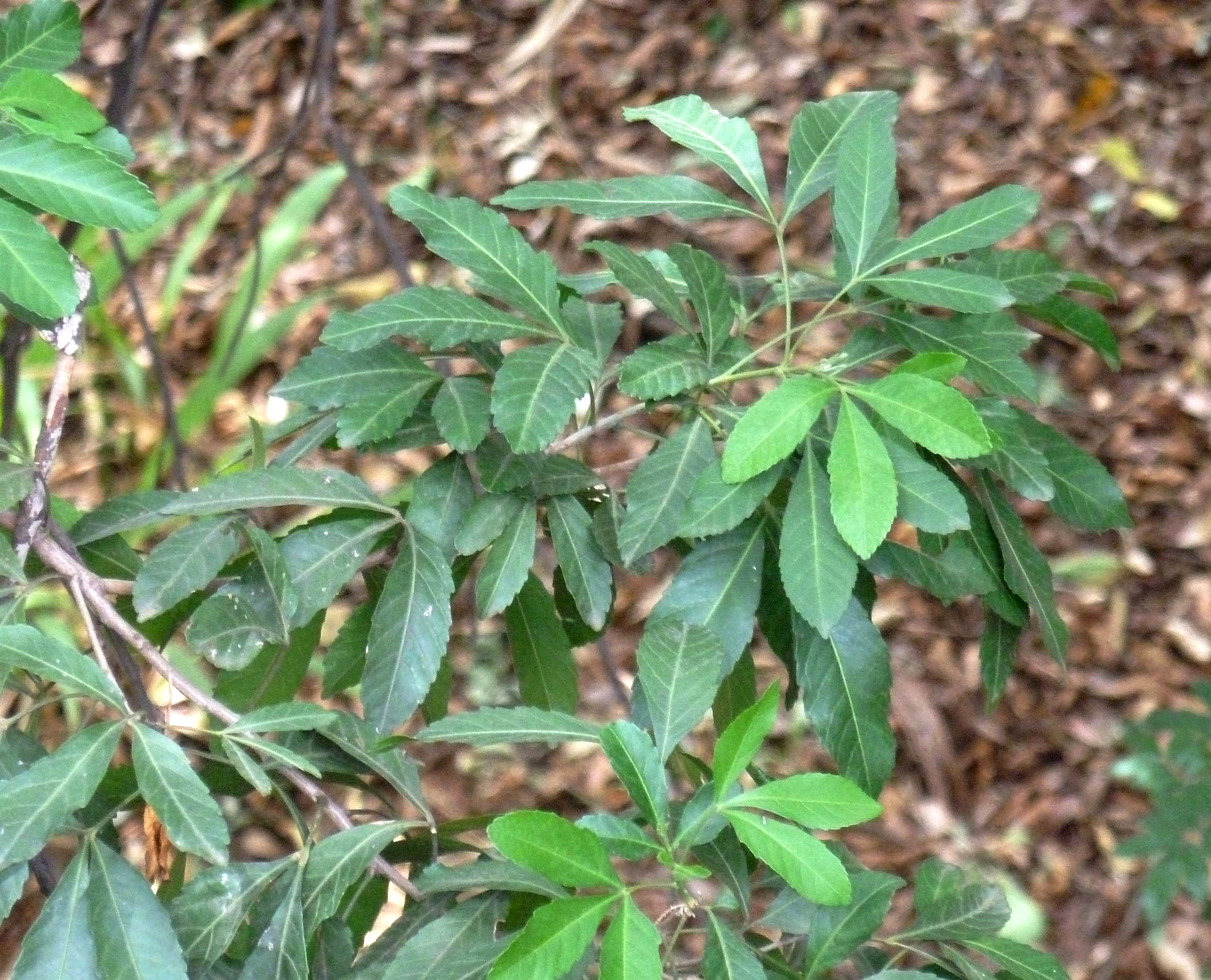
Allophylus natalensis

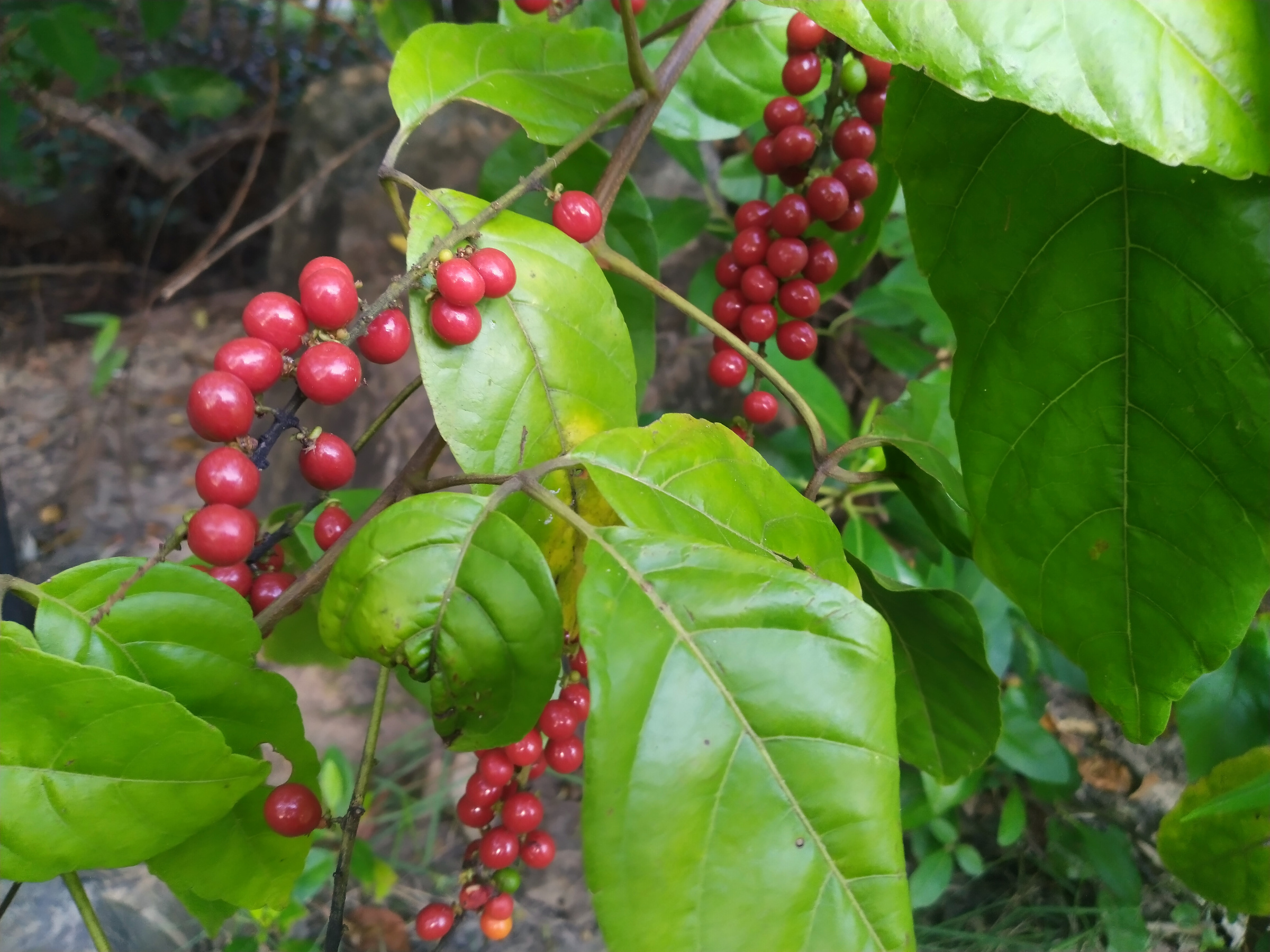
Allophylus cobbe

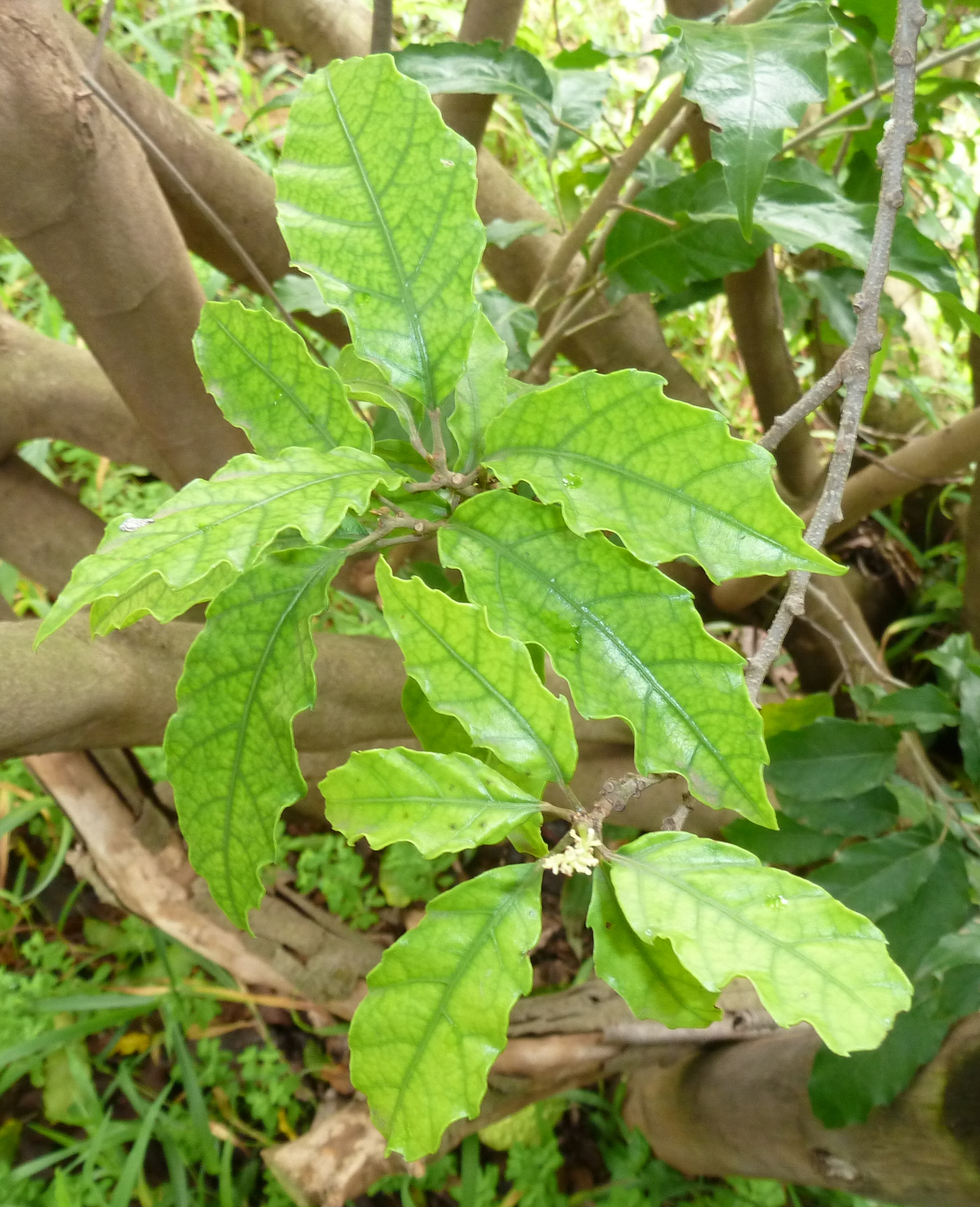
Allophylus dregeanus

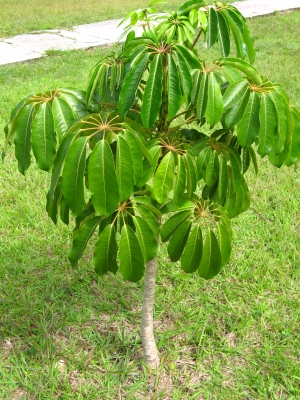
Allophylus edulis

Theo Thực vật chí thế giới trực tuyến (WFO), tính đến nay có 211 loài và 11 thứ trong chi Ngoại mộc đã được công nhận.
- Allophylus abyssinicus (Hochst.) Radlk.
- Allophylus acutatus Radlk.
- Allophylus africanus P.Beauv.
- Allophylus agbala Hauman
- Allophylus aldabricus Radlk.
- Allophylus altescandens Hauman
- Allophylus amazonicus (Mart.) Radlk.
- Allophylus amboinensis Blume
- Allophylus amentaceus Radlk.
- Allophylus amplissimus Hauman
- Allophylus angustatus (Triana & Planch.) Radlk.
- Allophylus antunesii Gilg
- Allophylus apiocarpus Radlk.
- Allophylus arboreus Choux
- Allophylus bartlettii Merr.
- Allophylus bertoua Cheek
- Allophylus betongensis Craib
- Allophylus bicruris Radlk.
- Allophylus boinensis Choux
- Allophylus bojerianus (Cambess.) Blume
- Allophylus bongolavensis Choux
- Allophylus borbonicus (J.F.Gmel.) F.Friedmann
- Allophylus brachypetalus Gagnep. - Ngoại mộc cánh ngắn
- Allophylus brachystachys Radlk. - Ngoại mộc chùm ngắn
- Allophylus brevipes Radlk.
- Allophylus brevipetiolaris Radlk.
- Allophylus bullatus Radlk.
- Allophylus camptoneurus Radlk.
- Allophylus camptostachys Radlk.
- Allophylus capillipes Gagnep.
- Allophylus caudatus Radlk. - Mắc cá đuôi
- Allophylus cazengoensis Baker f.
- Allophylus chartaceus (Kurz) Radlk. - Ngoại mộc lá lớn
- Allophylus chaunostachys Gilg
- Allophylus chirindensis Baker f.
- Allophylus chlorocarpus Radlk.
- Allophylus chrysoneurus Radlk.
- Allophylus chrysothrix (Radlk.) Lisowski
- Allophylus cinnamomeus Radlk.
- Allophylus cobbe (L.) Forsyth f. - Chạc ba; Lù mù; Ngoại mộc Nam Bộ; Chăm ba
- Allophylus cochinchinensis Lecomte
- Allophylus cominia (L.) Sw.
- Allophylus commersonii Blume
- Allophylus concanicus Radlk.
- Allophylus congolanus Gilg
- Allophylus conraui Gilg ex Radlk.
- Allophylus coriaceus Radlk.
- Allophylus costatus Choux
- Allophylus crassinervis Radlk.
- Allophylus crenatus Radlk.
- Allophylus cristalensis Lippold
- Allophylus dasythyrsus Radlk.
- Allophylus decaryi Danguy & Choux
- Allophylus decipiens Radlk.
- Allophylus delicatulus Verdc.
- Allophylus densiflorus Radlk.
- Allophylus dimorphus Radlk. - Ngoại mộc năm lá; Mạc ca; Mắc cá dị hình; Mác cá; Diệp ca rừng
- Allophylus dioicus (Nees & Mart.) Radlk.
- Allophylus divaricatus Radlk.
- Allophylus dodsonii Gentry
- Allophylus domingensis Alain
- Allophylus dregeanus (Sond.) De Winter
- Allophylus dummeri Baker f.
- Allophylus edulis (A.St.-Hil., A.Juss. & Cambess.) Radlk.
- Allophylus elongatus Radlk.
- Allophylus eustachys Radlk. - Ngoại mộc cán
- Allophylus exappendiculatus Somner, Ferrucci & Frazão
- Allophylus excelsus (Triana & Planch.) Radlk.
- Allophylus ferrugineus Taub.
- Allophylus floribundus (Poepp.) Radlk.
- Allophylus fulvotomentosus Gilg
- Allophylus fuscus Radlk. - Ngoại mộc nâu
- Allophylus gentryi Croat
- Allophylus glabratus (Kunth) Radlk.
- Allophylus gossweileri Baker f.
- Allophylus goudotii (Triana & Planch.) Radlk.
- Allophylus grandiflorus Radlk.
- Allophylus grandifolius (Baker) Radlk. - Ngoại mộc hoa to
- Allophylus granulatus Radlk.
- Allophylus grossedentatus (Turcz.) Fern.-Vill. - Ngoại mộc răng thô
- Allophylus grotei F.G.Davies & Verdc.
- Allophylus guaraniticus (A.St.-Hil.) Radlk.
- Allophylus haitiensis Radlk. & Ekman
- Allophylus hallaei Fouilloy
- Allophylus hamatus Verm. ex Hauman
- Allophylus hayatae Gagnep. - Ngoại mộc Hayata
- Allophylus heterophyllus (Cambess.) Radlk.
- Allophylus hirsutus Radlk. - Ngoại mộc lông cứng; Ngoại mộc Vân Nam
- Allophylus hirtellus (Hook.f.) Radlk.
- Allophylus holophyllus Radlk.
- Allophylus hylophilus Gilg
- Allophylus hymenocalyx Radlk.
- Allophylus imenoensis Pellegr.
- Allophylus incanus Radlk.
- Allophylus insignis Radlk.
- Allophylus jamaicensis Radlk.
- Allophylus javensis Blume
- Allophylus jejunus Standl. ex Lundell
- Allophylus katangensis Hauman
- Allophylus laetevirens Ridl.
- Allophylus laetus Radlk.
- Allophylus laevigatus (Turcz.) Radlk.
- Allophylus largifolius Radlk.
- Allophylus lasiopus Baker f.
- Allophylus lastoursvillensis Pellegr.
- Allophylus latifolius Huber
- Allophylus laxiflorus Gagnep. - Ngoại mộc hoa thưa
- Allophylus leptocladus Radlk.
- Allophylus leptococcus Radlk.
- Allophylus leptostachys Radlk.
- Allophylus letestui Pellegr.
- Allophylus leucochrous Radlk.
- Allophylus leucoclados Radlk.
- Allophylus leucophloeus Radlk.
- Allophylus leviscens Gagnep. - Ngoại mộc tái
- Allophylus longicuneatus Verm. ex Hauman
- Allophylus longifolius Radlk. - Ngoại mộc lá dài
- Allophylus longipes Radlk. - Ngoại mộc chân dài
- Allophylus longipetiolatus Gilg
- Allophylus lopezii Merr. - Ngoại mộc Lopez
- Allophylus loretensis Standl. ex J.F.Macbr.
- Allophylus macrocarpus Danguy & Choux
- Allophylus macrodontus Merr. - Ngoại mộc răng to
- Allophylus macrostachys Radlk.
- Allophylus maestrensis Lippold
- Allophylus malvaceus Radlk.
- Allophylus mananarensis Choux
- Allophylus mayimbensis Pellegr.
- Allophylus megaphyllus Hutch. & Dalziel
- Allophylus melliodorus Gilg ex Radlk.
- Allophylus micrococcus Radlk.
- Allophylus mollis (Kunth) Radlk.
- Allophylus montanus F.N.Williams
- Allophylus mossambicensis Exell
- Allophylus multicostatus A.H.Gentry
- Allophylus myrianthus Radlk.
- Allophylus natalensis (Sond.) De Winter
- Allophylus ngounyensis Pellegr.
- Allophylus nigericus Baker f.
- Allophylus nigrescens Blume
- Allophylus nitidulus (Triana & Planch.) Radlk.
- Allophylus obliquus Radlk.
- Allophylus oyemensis Pellegr.
- Allophylus pachyphyllus Radlk.
- Allophylus pallidus Radlk. - Ngoại mộc hơi tái
- Allophylus paniculatus (Poepp.) Radlk.
- Allophylus parimensis Steyerm.
- Allophylus pauciflorus Radlk.
- Allophylus peduncularis Radlk.
- Allophylus persicifolius Hauman
- Allophylus peruvianus Radlk.
- Allophylus pervillei Blume
- Allophylus petelotii Merr. - Mắc cá lá đơn; Ngoại mộc Quảng Tây; Ngoại mộc Petelot
- Allophylus petiolulatus Radlk.
- Allophylus pilosus (J.F.Macbr.) A.H.Gentry
- Allophylus poungouensis Pellegr.
- Allophylus pseudopaniculatus Baker f.
- Allophylus psilospermus Radlk.
- Allophylus punctatus (Poepp.) Radlk.
- Allophylus quercifolius (Mart.) Radlk.
- Allophylus quinatus Radlk.
- Allophylus racemosus Sw.
- Allophylus rapensis F.Br.
- Allophylus repandifolius Merr. & Chun - Ngoại mộc lá đơn
- Allophylus repandodentatus Radlk.
- Allophylus reticulatus Radlk.
- Allophylus rheedei (Wight) Radlk.
- Allophylus rhodesicus Exell
- Allophylus rhomboidalis (Nadeaud) Radlk.
- Allophylus rigidus (Sw.) Sw.
- Allophylus robustus Radlk.
- Allophylus rubifolius (Hochst. ex A.Rich.) Engl.
- Allophylus rutete Gilg
- Allophylus salignus Blume
- Allophylus salinarius Gagnep. - Ngoại mộc nơi mặn
- Allophylus samarensis Merr.
- Allophylus samoritourei Cheek
- Allophylus sapinii Verm. ex Hauman
- Allophylus scandens Ridl.
- Allophylus scrobiculatus (Poepp.) Radlk.
- Allophylus sechellensis Summerh.
- Allophylus semidentatus (Miq.) Radlk.
- Allophylus serratus (Roxb.) Kurz - Ngoại mộc răng
- Allophylus setulosus Radlk.
- Allophylus simplicifolius Radlk.
- Allophylus sootepensis Craib
- Allophylus spectabilis Gilg
- Allophylus spicatus (Poir.) Radlk.
- Allophylus stenodictyus Radlk.
- Allophylus stenophyllus Merr.
- Allophylus strictus Radlk.
- Allophylus subfalcatus Radlk.
- Allophylus subincisodentatus Radlk.
- Allophylus sumatranus Blume
- Allophylus talbotii Baker f.
- Allophylus tanzaniensis F.G.Davies - Ngoại mộc Tanzania
- Allophylus timoriensis (DC.) Blume - Ngoại mộc duyên hải
- Allophylus torrei Exell & Mendonça
- Allophylus trichodesmus Radlk.
- Allophylus trichophyllus Merr. & Chun - Ngoại mộc lá lông
- Allophylus triphyllus (Burm.f.) Merr.
- Allophylus ujori Cheek
- Allophylus umbrinus A.C.Sm.
- Allophylus unifoliatus Radlk.
- Allophylus unifoliolatus Radlk.
- Allophylus vestitus F.G.Davies
- Allophylus villosus (Roxb.) Blume
- Allophylus viridis Radlk. - Mắc cá xanh; Ngoại mộc
- Allophylus whitei Exell
- Allophylus zenkeri Gilg ex Radlk.
- Allophylus zeylanicus L.